# Klüden
Klüden là một đô thị ở huyện Börde thuộc bang Sachsen-Anhalt, nước Đức. Đô thị Klüden có diện tích 17,25 km², dân số thời điểm ngày 31 tháng 12 năm 2006 là 299 người.